# بيتر هو ديفيز
بيتر هو ديفيز (بالإنجليزية: Peter Ho Davies)‏ هو كاتب بريطاني، ولد في 30 أغسطس 1966.